# Spiroplasma clarkii
Spiroplasma clarkii è una specie di batterio appartenente alla famiglia delle Spiroplasmataceae.